# Lame verticale de l'os ethmoïde
La lame verticale de l'os ethmoïde est une lame mince et aplatie, de forme polygonale, perpendiculaire à la plaque criblée de l'ethmoïde.

## Description
La lame verticale de l'os ethmoïde se compose de deux parties : l'apophyse crista galli et la lame perpendiculaire de l'os ethmoïde.

### Apophyse crista galli
L'apophyse crista galli se situe au dessus de la lame criblée et de forme triangulaire.
C'est un point d'insertion de la faux du cerveau et répond à la scissure inter-hémisphérique cérébrale.
Elle s'articule avec le fond de l'incisure ethmoïdale de l'os frontal.

### Lame perpendiculaire
La lame perpendiculaire se situe en dessous de la lame criblée et contribue à la constitution du septum nasal. Généralement, elle dévie d'un côté ou de l'autre.
Elle présente :
- un bord supérieur qui fusionne avec la lame criblée ;
- un bord antéro-supérieur qui s'articule avec l'épine nasale de l'os frontal et avec le sillon inter-nasal des os nasaux ;
- un bord antéro-inférieur sur lequel se fixe le cartilage du septum nasal ;
- un bord postéro-inférieur qui s'articule avec l'os vomer ;
- un bord postéro-supérieur qui s'articule avec la crête sphénoïdale.

Les surfaces de la lame sont lisses, sauf dans sa partie supérieure, où de nombreuses rainures et canaux, partant des foramens de la lame criblée, qui logent les rameaux du nerf olfactif.